# Krajná Porúbka
Krajná Porúbka je obec na Slovensku v okrese Svidník, v Chráněné krajinné oblasti Východné Karpaty. V obci je vojenský hřbitov z první světové války (23 hrobů, ve kterých jsou uloženy ostatky 39 neznámých vojáků). V obci se nacházel dřevěný kostel Narození Panny Marie z období po roce 1918, který byl obnoven v letech 1946–1947, ale který v 50. letech vyhořel; namísto něj je zde dnes moderní zděný pravoslavný chrám.

## Historie
První písemná zmínka pochází z roku 1582. Obec je v historických dokumentech pojmenovaná Porúbka – její původní název svědčí o tom, že vznikla na místě pokáceného lesa. Byla majetkovou součástí Makovického panství. Obyvatelé se zabývali zemědělstvím, začátkem 18. století získali pověst dobrých pěstitelů luštěnin. V roce 1877 měla Porúbka 15 domů a 104 obyvatel, v roce 1828 pak 26 domů a 200 obyvatel. V době první světové války na přelomu let 1914 až 1915 byla obec obsazena 8. armádou ruského vojska pod velením generála Brusilova. Během první československé republiky se mnozí obyvatelé obce vystěhovali. Při osvobozovacích bojích v říjnu 1944 obec byla silně poškozena. Po osvobození obyvatelé obce pracovali v průmyslových podnicích ve Svidníku a v Košicích